# Beznazwa
Beznazwa is een plaats in het Poolse district  Turecki, woiwodschap Groot-Polen. De plaats maakt deel uit van de gemeente Władysławów en telt 261 inwoners.